# Поттаваттамі-Парк (Індіана)
Поттаваттамі-Парк (англ. Pottawattamie Park) — місто (англ. town) в США, в окрузі Лапорт штату Індіана. Населення — 242 особи (2020).

## Географія
Поттаваттамі-Парк розташоване за координатами 41°43′24″ пн. ш. 86°52′2″ зх. д. / 41.72333° пн. ш. 86.86722° зх. д. (41.723290, -86.867138).  За даними Бюро перепису населення США в 2010 році місто мало площу 0,64 км², уся площа — суходіл.

## Демографія
Згідно з переписом 2010 року, у місті мешкало 235 осіб у 102 домогосподарствах у складі 68 родин. Густота населення становила 369 осіб/км².  Було 111 помешкання (174/км²).
Расовий склад населення:
| - 92,3 % — білих - 7,2 % — чорних або афроамериканців |

До двох чи більше рас належало 0,4 %. Частка іспаномовних становила 0,4 % від усіх жителів.
За віковим діапазоном населення розподілялося таким чином: 18,7 % — особи молодші 18 років, 56,2 % — особи у віці 18—64 років, 25,1 % — особи у віці 65 років та старші. Медіана віку мешканця становила 53,1 року. На 100 осіб жіночої статі у місті припадало 91,1 чоловіків;  на 100 жінок у віці від 18 років та старших — 89,1 чоловіків також старших 18 років.
Середній дохід на одне домашнє господарство  становив 87 732 долари США (медіана — 87 188), а середній дохід на одну сім'ю — 101 141 долар (медіана — 108 333). За межею бідності перебувало 10,2 % осіб, у тому числі 13,3 % дітей у віці до 18 років та 9,5 % осіб у віці 65 років та старших.
Цивільне працевлаштоване населення становило 131 осіб. Основні галузі зайнятості: освіта, охорона здоров'я та соціальна допомога — 32,1 %, виробництво — 14,5 %, мистецтво, розваги та відпочинок — 13,7 %.